# Perkebunan Aek Nagaga
Perkebunan Aek Nagaga is een bestuurslaag in het regentschap Asahan van de provincie Noord-Sumatra, Indonesië. Perkebunan Aek Nagaga telt 1652 inwoners (volkstelling 2010).